# Fellilücke

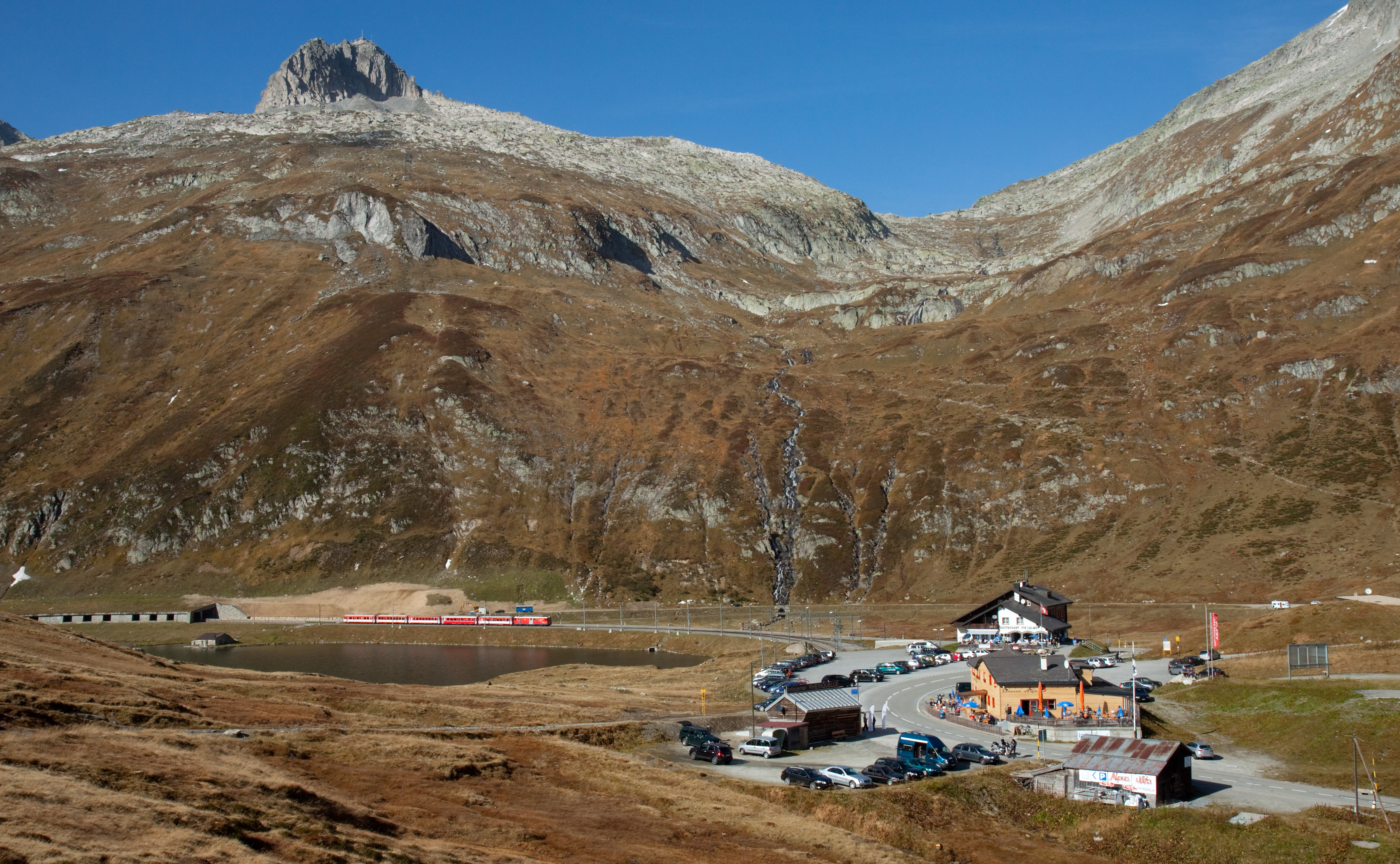
Oberalppass mit Schneehüenerstock und Fellilücke rechts davon

Die Fellilücke ist ein Gebirgsübergang in den Glarner Alpen.
Sie liegt in einer Höhe von 2476 m ü. M. zwischen dem Schneehüenerstock im Westen und dem Piz Tiarms im Osten und verbindet das Fellital im Norden mit dem Oberalppass im Süden. Auf der Passhöhe verläuft die Grenze zwischen den Gemeinden Gurtnellen und Andermatt.
Die Fellilücke ist mit einem Wanderweg erschlossen (T3). Von der neuen Gondelbahn-Bergstation (2580 m ü. M.) am Schneehüenerstock ist der Pass schnell auf gutem Wanderweg erreicht. Ein ehemaliger Militärweg führt von südlich der Fellilücke am Lutersee vorbei auf die Gütsch ob Andermatt. Dies ist ein Teilstück der ersten Etappe der Senda Sursilvana.
Funde von römischen Münzen und eines Fingerrings im Sommer 2015 bestätigten die Begehung der Lücke in römischer Zeit. Im August 1799 zogen französische Truppen (2 Bataillone und 8 Grenadierkompanien) von Claude-Jacques Lecourbe bei einem Umgehungsmanöver von Gurtnellen durch das Fellital und über die Fellilücke in Richtung Oberalppass.